# 埼玉県立熊谷西高等学校
埼玉県立熊谷西高等学校（さいたまけんりつくまがやにしこうとうがっこう）は、埼玉県熊谷市三ケ尻に所在する県立高等学校。

## 概要
JR籠原駅から約1.2km。徒歩で20分前後。周囲には田園が広がっており長閑な雰囲気である。
校歌は初代校長の作詞である。学年ごとに、赤色、青色、緑色のネクタイが使用されている。かつては緑色の代わりにからし色のネクタイが使用されていた。
制服は明るめの紺色のブレザーに同色のボックスプリーツスカート(ひだが少なめ)、ズボン、そして各学年に対応したネクタイ(男女共通)とシンプルな制服であり、特に女子の制服は名探偵コナンの毛利蘭のようなどと一部では言われていた。
しかし2020年度入学生から制服が一新され、カラーはほぼ黒い紺色に、そして女子のスカートのひだが増えて白いラインが入った。そして更にオプションとしてリボン、スラックスが追加された。
公立の共学校にしては割とおしゃれなデザインになった。
その影響からか、今までは男子の割合がやや多かったにもかかわらず、制服が変更された次の年からの入学者の男女比が逆転した。

## 学科
- 全日制普通科
- 全日制理数科

## 沿革
- 1975年 - 埼玉県立熊谷西高等学校が開設される
- 1985年 - 創立10周年記念式典挙行
- 1992年 - 理数科を設置
- 1995年 - 創立20周年記念式典挙行
- 2005年 - 創立30周年記念式典挙行・ニュージーランド国ジェームズハーゲストカレッジと姉妹校提携調印

## 学校生活

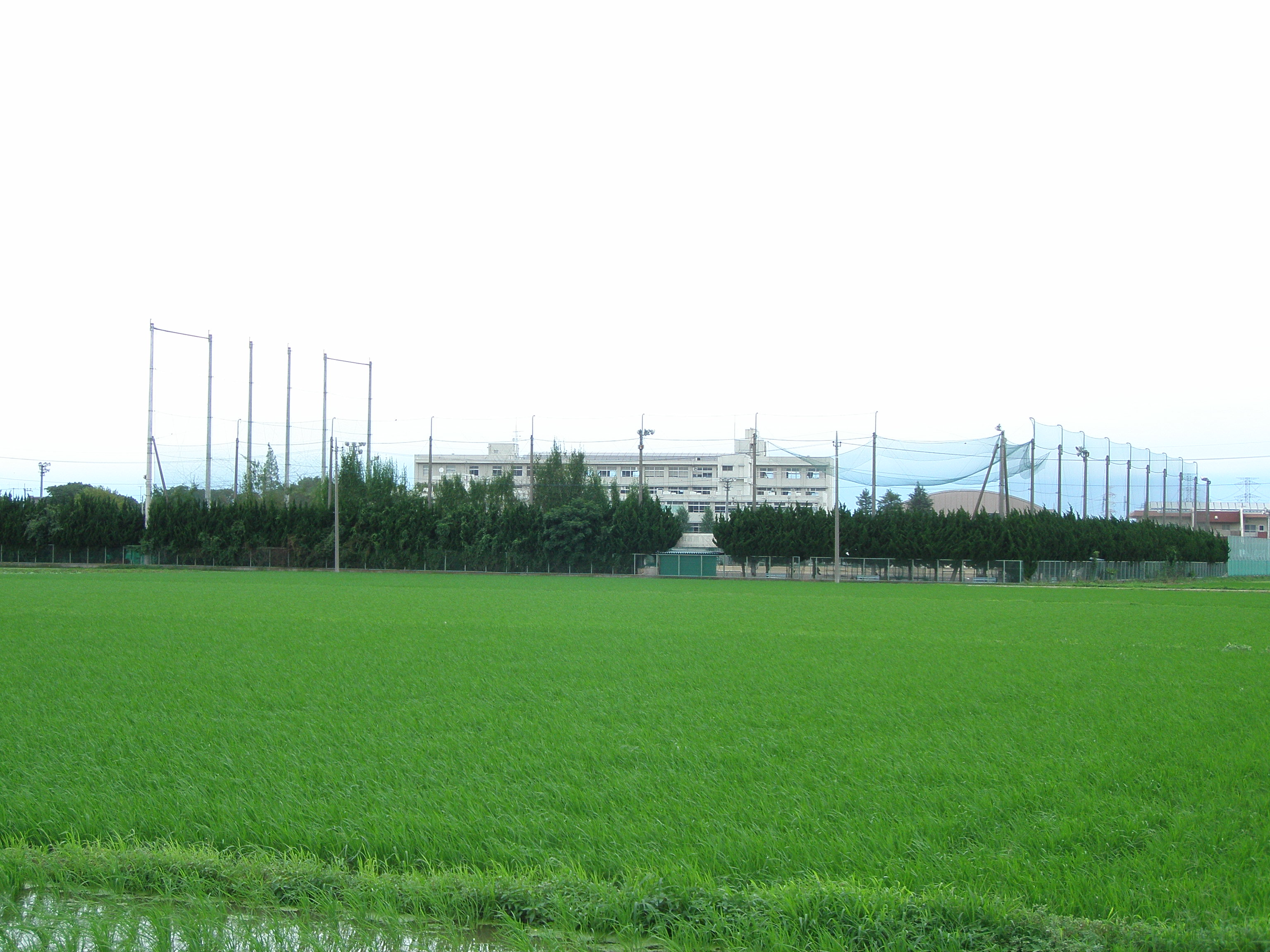
全景

- 授業　55分×6コマ授業（ただし月曜日の4～7限は50分）。この制度により、学校週5日制のもとでも実質的に教科・科目は33単位分の授業時間を確保することができる。ただし、55分授業という中途半端な時間割のため一週間に1回、３時間カセットを入れて時間を調整するカセット方式が導入されている。

なお、2002年度から2010年度までは65分×5コマ授業であったが、2011年度より55分×6コマへと移行された。

## 学校行事
- 球技大会　　1年に2回、1,3学期期末テスト終了後に行われる。卓球・バスケットボール・サッカー・バレーボール・ドッジビーなど開催回によって実施競技が異なる。

- 臨海実習(理数科)　　理数科の生徒が2年次の夏休みに行う。例年千葉県勝浦市で、2泊3日で行われている。「生物」履修者はおもにウニの発生の実験、「地学」履修者は地層の観察などをする。

- 西高祭(文化祭)　　毎年8月下旬～9月上旬に2日間行われる。例年、3年生は創作劇を行う。また、体育館にて吹奏楽部やダンス部、軽音楽部などの発表や、書道部、美術部、華道部などの展示会なども行われていて、学校全体的に大変賑わっている。2日間とも一般公開されていて、一般客や熊西入学を志望する中学生なども多い。2日目のFF(ファイナルフェスティバル)のあとには、打ち上げ花火が行われる。

- 体育祭      毎年5月下旬頃行われる。ムカデ競争や大縄跳び、リレーなどの競技があり縦割りでの順位を競う。

- 校外学習       1学期中間テスト終了後付近で行われる。1年生は軽井沢方面、2年は劇団四季、3年は東京ディズニーリゾートに行くことが多い。

- 修学旅行       毎年10月下旬ごろに2年生が4日間ほど行う。行き先は関西方面で、ほとんどは班別行動である。

- 持久走大会       毎年11月下旬に行われる。かつては荒川の熊谷河川敷をスタート・ゴールとする約20kmのコースで行われていたが、2016年度からは熊谷スポーツ文化公園のジョギングコースを使ったコースで行われている。

- 百人一首大会　　毎年1月下旬に行われる。各クラス4人の代表者を集め、1・2学年の計64名の生徒によって行われ、毎年高レベルな戦いが繰り広げられる。

## 著名な出身者
- 馬場俊英 - シンガーソングライター
- アキラ100% - お笑いタレント